# Serpentwithfeet
serpentwithfeet, pseudonimo di Josiah Wise (Baltimora, 9 luglio 1988), è un cantante e compositore statunitense.

## Infanzia e adolescenza
Josiah Wise cresce a Baltimora, nel Maryland. La famiglia è molto religiosa: il padre ha una libreria cristiana e la madre è una maestra del coro. Da bambino Wise frequenta il coro della chiesa e viene educato alla musica classica e gospel. Successivamente si trasferisce a Filadelfia e studia alla UArts, un'Università di arti visive e performative. Già in questo periodo Wise desidera diventare un cantante classico, ma invano prova ad entrare in alcuni conservatori.

## Carriera da musicista
Abbandonata l'Università, Wise trascorre del tempo a Parigi e nei luoghi del neo soul di Filadelfia; la sua voce non si addice tuttavia a tale contesto, in quanto più vicina all'opera. Si trasferisce infine a New York, dove nel 2014 rilascia il primo singolo Curiosity of Other Men. La canzone permette a Wise di ottenere un contratto con l'etichetta discografica Tri Angle nel 2015, seguito dal rilascio dell'EP blisters nel 2016. L'EP viene realizzato in collaborazione con il musicista e produttore inglese Bobby Krlic, in arte The Haxan Cloak, che ha lavorato con artisti del calibro di Björk. blisters viene accolto molto positivamente dalla critica.
Wise comincia a lavorare al suo album di debutto soil nel 2017 con produttori quali Clams Casino, Katie Gately e il collaboratore di Adele, Paul Epworth. L'album in studio viene rilasciato l'8 giugno 2018 ricevendo le recensioni entusiaste della critica.
Compare in collaborazione musicale nell'album Iridescence (2018) dei Brockhampton per il brano Tonya, e nel 2019 partecipa come ospite al residency show Cornucopia di Björk, cantando in duetto per il singolo Blissing Me.
Il 29 aprile 2020 viene rilasciato il suo secondo EP, Apparition, dopo la pubblicazione del singolo promozionale, A Comma, il 30 marzo precedente.
L'8 gennaio 2021 viene pubblicato Delicate Limbs, singolo di Virgil Abloh con il featuring di serpentwithfeet.
Il 25 gennaio 2021 Wise annuncia l'uscita del suo secondo album in studio, Deacon, per il 26 marzo dello stesso anno, e lo stesso giorno pubblica il singolo promozionale Fellowship.

## Vita privata
Wise è apertamente gay e fin dalla tenera età usa la musica gospel per esprimere la propria sessualità.

## Discografia
Album in studio
- soil (2018)
- DEACON (2021)
- GRIP (2024)
- GRIP SEQUEL (2025)

EP
- blisters (2016)
- Apparition (2020)
- DEACON'S Grove (2021)

DJ Mix
- Mix for Pride Month (2020)
- Pride 2021 (2021)

Singoli
- bless ur heart (2018)
- cherubim (2018)
- seedless (2018)
- soil reprise (2018)
- Receipts (feat Ty Dolla $ign) (2019)
- A Comma (2020)
- Fellowship (2021)
- Same Size Shoe (2021)
- Heart Storm (con Nao) (2021)
- You Don't Own Me / Canopy (2021)
- Luvaroq (2021)
- Down Nuh River (2021)
- Bless the Telephone (2021)